# Gianluca Petrella
Gianluca Petrella (Bari, 14 marzo 1975) è un trombonista italiano, considerato fra i più dotati trombonisti internazionali, avendo vinto nel 2006 e nel 2007 la classifica per i migliori artisti emergenti a livello mondiale stilata dalla rivista statunitense Down Beat.

## Biografia
Gianluca Petrella è nato a Bari nel marzo del '75, si è diplomato al Conservatorio della sua città con il massimo dei voti nel '94. La sua carriera è decollata immediatamente, grazie anche alla fruttuosa collaborazione con importanti musicisti italiani e internazionali, come quella come primo trombone nella O.F.P. Orchestra, iniziata nel 1995 sotto la direzione di Carla Bley, Steve Coleman e Bruno Tommaso. Ha partecipato alla compilation "Italian Jazz Today" prodotto da "Musica Jazz" e allegato alla rivista del gennaio '96. Nel '97 trascorre un periodo in Germania dove ha suonato con diversi musicisti tedeschi ed olandesi. Collabora in maniera costante con Enrico Rava, con il quale ha registrato una nutrita serie di importanti dischi, e ha collaborato con musicisti internazionali quali: Steve Swallow, Greg Osby, Carla Bley, Steve Coleman, Tom Varner, Michel Godard, Lester Bowie, Sean Bergin, Hamid Drake, Marc Ducret, Roswell Rudd, Lonnie Plaxico, Ray Anderson, Pat Metheny, Oregon, John Abercrombie, Aldo Romano, Steven Bernstein e la Sun Ra Arkestra diretta da Marshall Allen. Collaborazioni con musicisti italiani: Enrico Rava (con cui ha pubblicato importanti dischi per ECM), Paolo Fresu e altri
Ha partecipato a numerosi importanti festival internazionali e club in tutto il mondo, tra i quali: Montreal, Toronto, San Francisco, Chicago, Rio de Janiero, Oslo, Londra, Berlino, Umbria Jazz e i Blue Note Jazz Club di Tokyo e New York, Buenos Aires, Santiago del Cile, Rio Tim Festival, North Sea, Istanbul,  Marrakech, Cracow, Belgrado, Jakarta, Skopje, Parc Floral, Park de La Villette e Morning Paris, Les Mans, Groningen, Mannheim, New Orleans, Terraforma, RoBot Festival, Dancity, Portland, Buffalo, Washington, Bimhuis Jazz Amsterdam, Porgy and Bess Vienna, Birdland New York, Bangalore, New Delhi, Mumbai. È stato l'unico jazzista italiano ad esibirsi a L'Avana, in occasione dell'International Jazz Day Unesco 2017.
È oltremodo attivo anche in territori extra-jazzistici: ha infatti collaborato con Manu Di Bango, John De Leo, in duo con Giovanni Lindo Ferretti oltreché con i vari progetti dedicati all’elettronica e ai relativi lavori discografici collegati come nel caso dei celebrati "9lazy9" (Ninja Tunes) o gli osannati e ormai storici Matmos. Relativamente a questa dimensione spiccano le collaborazioni con i celebri Ricardo Villalobos e Max Loderbauer - nel progetto Re: ECM – con Moritz von Oswald e con i dj Nicola Conte e Ralf.
Nel palma-res anche una straordinaria versione jazz del lavoro classico scritto da Jon Lord per i Deep Purple, presentato al Teatro Asioli di Correggio nel corso 2006. Nel 2000 è stato membro dell’Orchestre National de Jazz diretta da Paolo Damiani. È del 2004 la svolta, come leader e per l’importante contratto discografico che lo lega con Emi/Blue Note. Attualmente, in qualità di leader, è attivo con il nuovo quintetto “Cosmic Renaissance” (con Mirco Rubegni, Francesco Ponticelli, Federico Scettri e Simone Padovani) evoluzione naturale dell’amatissima “Cosmic Band”; il nuovissimo "Trio 70's" con Michele Papadia e Stefano Tamborrino; il celebrato duo con Giovanni Guidi, “SoupStar”; il progetto in solo “Exp and Tricks”, un vero e proprio viaggio musicale nei cortometraggi dei primi anni del Cinema (produzione originale in collaborazione con la Cineteca di Bologna); in duo con Gabrio Baldacci; il quartetto “Tubolibre” con Oren Marshall, Gabrio Baldacci e Cristiano Calcagnile); il quintetto de “Il bidone”, l’omaggio a Nino Rota. È inoltre attivissimo anche nel campo della musica elettronica, sia a livello discografico (a febbraio 2015 è uscito il suo primo disco “103 Ep” per Electronique.it) che di performance live. Collabora anche con Bobby Previte, Steven Bernstein e con il quartetto di Bojan Z, Tetraband. Inoltre ha creato, accanto a Paolo Fresu, Steven Bernstein e Marcus Rojas un quartetto "solo fiati" davvero ricco di energia, chiamato "Brass Bang!".
Nel 2004 firma un contratto discografico con Emi/Blue Note.
Nel 2009 fonda la Spacebone Records, la propria etichetta discografica.
Nel biennio 2015/2016 ha consolidato e avviato due importanti collaborazioni in duo rispettivamente con Dj Gruff e la danzatrice Luisa Cortesi (progetto "Liquido").
Dal 2017 ha una collaborazione stabile con Jovanotti sia a livello discografico - ha partecipato all'incisione di "In Italia" e "Sbagliato" ("Oh, Vita!", 2017 Universal Music Group) e del singolo "Nuova era" (2019) - che nei live: ha fatto parte, infatti, della band delle ultime tournée di Jovanotti, Lorenzo Live Tour 2018, Jova Beach Party 2019 e Pala Jova 2025.

## Premi e riconoscimenti
- 2001: vince il "Top Jazz" come miglior "nuovo talento nazionale" e un prestigioso “award” per l'importantissimo "Django d'Or" internazionale, sempre in qualità di “miglior talento” europeo;
- 2005: vince il "Top Jazz" come miglior artista dell'anno;
- 2006: è il primo musicista italiano nella storia a vincere il celebre "Critics Poll" della rivista "Down Beat" nella categoria "artisti emergenti";
- 2007: conquista il "Paul Acket Awards" - o "Bird Award" - consegnatogli nella prestigiosa sede del Royal Conservatory de L'Aja, in qualità di "Artist Deserving Wider Recognition" e, per la seconda volta consecutiva, il primo posto nel "Critics Poll" di "Down Beat" come "artista emergente";
- 2008/2009: la sua Cosmic Band vince per due anni di seguito il "Top Jazz" come migliore formazione dell'anno.

## Discografia principale
- Enrico Rava,  Certi Angoli Segreti (1998 - Label Bleu/Musica Jazz)
- Gianluca Petrella - X-Ray (2001 - Auand)
- Nicola Conte & Gianluca Petrella - New Standards (2002 - Schema)
- Enrico Rava "Happiness Is..." (2003 - Stunt)
- Gianluca Petrella, Antonello Salis - Rinoceronti su Limbara (2003 - Nun)
- Enrico Rava "Easy Living" (2004 - Ecm)
- Furio Di Castri & Gianluca Petrella - Under Construction (2004 - Wide Sound)
- Gianluca Petrella - Indigo 4 (2005 - Blue Note)
- Domino Quartet - Radio 3 Sessions (2005 - Auand)
- Enrico Rava “The Words And The Days” (2006 - Ecm)
- Gianluca Petrella - Jazzitaliano Live 2007/11 (2007 - Palaexpo)
- Gianluca Petrella - Kaleido (2007 - Blue Note)
- Gianluca Petrella, Bobby Previte, Antonello Salis - Big Guns (2008 - Auand)
- Gianluca Petrella Cosmic Band - Coming Tomorrow - part one (2009 - Spacebone Records)
- Gianluca Petrella TuboLibre- Slaves (2010 - Spacebone Records)
- Gianluca Petrella Cosmic Band - Coming Tomorrow - part two (2012 - Spacebone Records)
- Gianluca Petrella - Il bidone. Omaggio a Nino Rota (2013 - Spaecbone Records)
- Gianluca Petrella and Giovanni Guidi SoupStar – SoupStar (2013 - Musica Jazz)
- Gianluca Petrella - 103 Ep (2015 - Electronique.it)
- Gianluca Petrella Trio 70’s (2016 - L’Espresso/Casa del Jazz)
- Gianluca Petrella and Giovanni Guidi SoupStar – Ida Lupino (2016 - Ecm)
- Gianluca Petrella Cosmic Renaissance - Cosmic Renaissance (Ep, 2016 - Spacebone)
- N. Conte/G. Petrella – the higher love – EP, 2020 - Schema Records